# Euphoresia candezei
Euphoresia candezei är en skalbaggsart som beskrevs av Brenske 1900. Euphoresia candezei ingår i släktet Euphoresia och familjen Melolonthidae. Inga underarter finns listade i Catalogue of Life.